# Carlo Augusto di Sassonia-Weimar-Eisenach (1844)
Carlo Augusto di Sassonia-Weimar-Eisenach (tedesco: Karl August Wilhelm Nicolaus Alexander Michael Bernhard Heinrich Friedrich Stephan von Sachsen-Weimar-Eisenach; Weimar, 31 luglio 1844 – Cap Martin, 20 novembre 1894) è stato un principe tedesco.
Fu l'erede al trono di Sassonia-Weimar-Eisenach.

## Biografia
Nacque a Weimar, come unico figlio di Carlo Alessandro, granduca di Sassonia-Weimar-Eisenach e della principessa Sofia d'Orange-Nassau.
Carlo Augusto servì nell'esercito del granducato ed era sottotenente degli ussari nell'esercito imperiale russo. Venne decorato con la "gran croce" dell'Ordine del Falco Bianco e con quella dell'Ordine del Leone d'Oro.

## Matrimonio
Il 26 agosto 1873, a Friedrichshafen, sposò la principessa Paolina di Sassonia-Weimar-Eisenach. Erano cugini di secondo grado, poiché lei era la nipote del principe Bernardo, fratello minore del granduca Carlo Federico di Sassonia-Weimar-Eisenach, il nonno di Carlo Augusto.
Dal matrimonio nacquero due figli:
- Guglielmo Ernesto Carlo Alessandro Federico Enrico Bernardo Alberto Giorgio Ermanno, granduca di Sassonia-Weimar-Eisenach (Weimar, 10 giugno 1876 - Heinrichau, 24 aprile 1923)
- Bernardo Carlo Alessandro Ermanno Enrico Guglielmo Federico Oscar Francesco Pietro (Weimar, 18 aprile 1878 - Weimar, 1º ottobre 1900)

## Morte
A causa di una malattia cronica, Carlo Augusto si recava spesso a Mentone per la sua salute. Morì a Cap Martin sei anni prima di suo padre. Il figlio maggiore di Carlo Augusto divenne in seguito granduca di Sassonia-Weimar-Eisenach. Carlo Augusto venne sepolto a Fürstengruft.

## Ascendenza
|                                              |                             |                                       | Genitori                                       |  |  | Nonni |  |  | Bisnonni                                  |  |  | Trisnonni                                      |  |
|                                              |                             |                                       |                                                |  |  |       |  |  | Carlo Augusto di Sassonia-Weimar-Eisenach |  |  | Ernesto Augusto II di Sassonia-Weimar-Eisenach |  |
|                                              |                             |                                       |                                                |  |  |       |  |  | Carlo Augusto di Sassonia-Weimar-Eisenach |  |  | Ernesto Augusto II di Sassonia-Weimar-Eisenach |  |
|                                              |                             | Anna Amalia di Brunswick-Wolfenbüttel |                                                |  |  |       |  |  | Carlo Augusto di Sassonia-Weimar-Eisenach |  |  |                                                |  |
| Carlo Federico di Sassonia-Weimar-Eisenach   |                             |                                       |                                                |  |  |       |  |  | Carlo Augusto di Sassonia-Weimar-Eisenach |  |  |                                                |  |
|                                              |                             | Luisa Augusta d'Assia-Darmstadt       | Luigi IX d'Assia-Darmstadt                     |  |  |       |  |  |                                           |  |  |                                                |  |
|                                              |                             | Luisa Augusta d'Assia-Darmstadt       | Luigi IX d'Assia-Darmstadt                     |  |  |       |  |  |                                           |  |  |                                                |  |
|                                              |                             | Luisa Augusta d'Assia-Darmstadt       | Carolina del Palatinato-Zweibrücken-Birkenfeld |  |  |       |  |  |                                           |  |  |                                                |  |
| Carlo Alessandro di Sassonia-Weimar-Eisenach |                             | Luisa Augusta d'Assia-Darmstadt       |                                                |  |  |       |  |  |                                           |  |  |                                                |  |
|                                              |                             | Paolo I di Russia                     | Pietro III di Russia                           |  |  |       |  |  |                                           |  |  |                                                |  |
|                                              |                             | Paolo I di Russia                     | Pietro III di Russia                           |  |  |       |  |  |                                           |  |  |                                                |  |
|                                              |                             | Paolo I di Russia                     | Caterina II di Russia                          |  |  |       |  |  |                                           |  |  |                                                |  |
| Maria Pavlovna di Russia                     |                             | Paolo I di Russia                     |                                                |  |  |       |  |  |                                           |  |  |                                                |  |
|                                              |                             | Sofia Dorotea di Württemberg          | Federico II Eugenio di Württemberg             |  |  |       |  |  |                                           |  |  |                                                |  |
|                                              |                             | Sofia Dorotea di Württemberg          | Federico II Eugenio di Württemberg             |  |  |       |  |  |                                           |  |  |                                                |  |
|                                              |                             | Sofia Dorotea di Württemberg          | Federica Dorotea di Brandeburgo-Schwedt        |  |  |       |  |  |                                           |  |  |                                                |  |
| Carlo Augusto di Sassonia-Weimar-Eisenach    |                             | Sofia Dorotea di Württemberg          |                                                |  |  |       |  |  |                                           |  |  |                                                |  |
|                                              | Guglielmo I dei Paesi Bassi | Guglielmo V di Orange-Nassau          |                                                |  |  |       |  |  |                                           |  |  |                                                |  |
|                                              | Guglielmo I dei Paesi Bassi | Guglielmo V di Orange-Nassau          |                                                |  |  |       |  |  |                                           |  |  |                                                |  |
|                                              | Guglielmo I dei Paesi Bassi | Guglielmina di Prussia                |                                                |  |  |       |  |  |                                           |  |  |                                                |  |
| Guglielmo II dei Paesi Bassi                 | Guglielmo I dei Paesi Bassi |                                       |                                                |  |  |       |  |  |                                           |  |  |                                                |  |
|                                              |                             | Guglielmina di Prussia                | Federico Guglielmo II di Prussia               |  |  |       |  |  |                                           |  |  |                                                |  |
|                                              |                             | Guglielmina di Prussia                | Federico Guglielmo II di Prussia               |  |  |       |  |  |                                           |  |  |                                                |  |
|                                              |                             | Guglielmina di Prussia                | Federica Luisa d'Assia-Darmstadt               |  |  |       |  |  |                                           |  |  |                                                |  |
| Sofia dei Paesi Bassi                        |                             | Guglielmina di Prussia                |                                                |  |  |       |  |  |                                           |  |  |                                                |  |
|                                              |                             | Paolo I di Russia                     | Pietro III di Russia                           |  |  |       |  |  |                                           |  |  |                                                |  |
|                                              |                             | Paolo I di Russia                     | Pietro III di Russia                           |  |  |       |  |  |                                           |  |  |                                                |  |
|                                              |                             | Paolo I di Russia                     | Caterina II di Russia                          |  |  |       |  |  |                                           |  |  |                                                |  |
| Anna Pavlovna di Russia                      |                             | Paolo I di Russia                     |                                                |  |  |       |  |  |                                           |  |  |                                                |  |
|                                              |                             | Sofia Dorotea di Württemberg          | Federico II Eugenio di Württemberg             |  |  |       |  |  |                                           |  |  |                                                |  |
|                                              |                             | Sofia Dorotea di Württemberg          | Federico II Eugenio di Württemberg             |  |  |       |  |  |                                           |  |  |                                                |  |
|                                              |                             | Sofia Dorotea di Württemberg          | Federica Dorotea di Brandeburgo-Schwedt        |  |  |       |  |  |                                           |  |  |                                                |  |
|                                              |                             | Sofia Dorotea di Württemberg          |                                                |  |  |       |  |  |                                           |  |  |                                                |  |